# Leandro Méndez
Leandro Gastón Méndez Varese (Las Piedras, 6 marzo 2003) è un calciatore uruguaiano, centrocampista del Colón.

## Carriera
Ha sempre giocato nel campionato uruguaiano.